# Pietro Piraino
Pietro Piraino (Casteldaccia, 2 maggio 1878 – Roma, 30 settembre 1950) è stato uno scultore italiano.

## Biografia

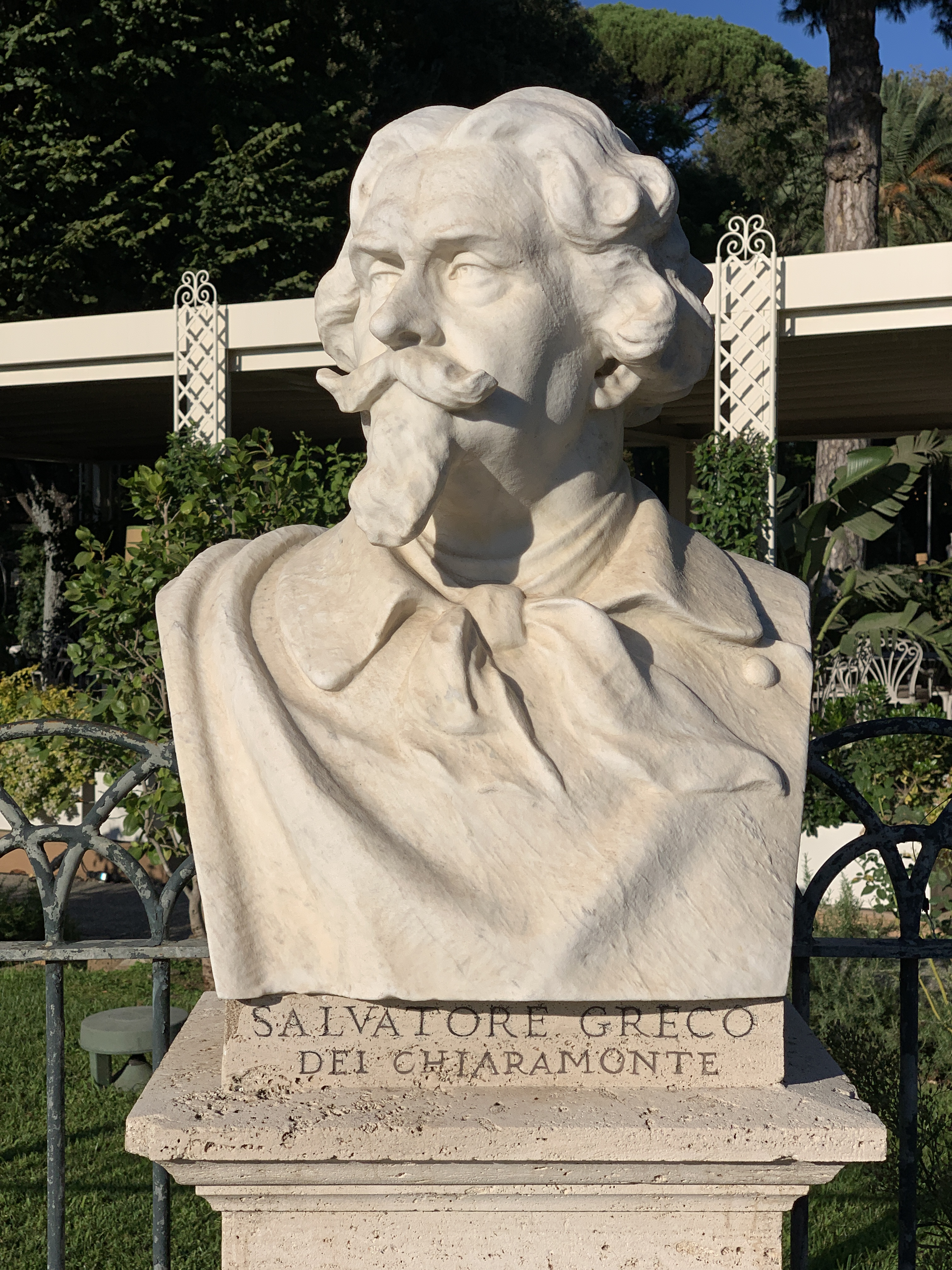

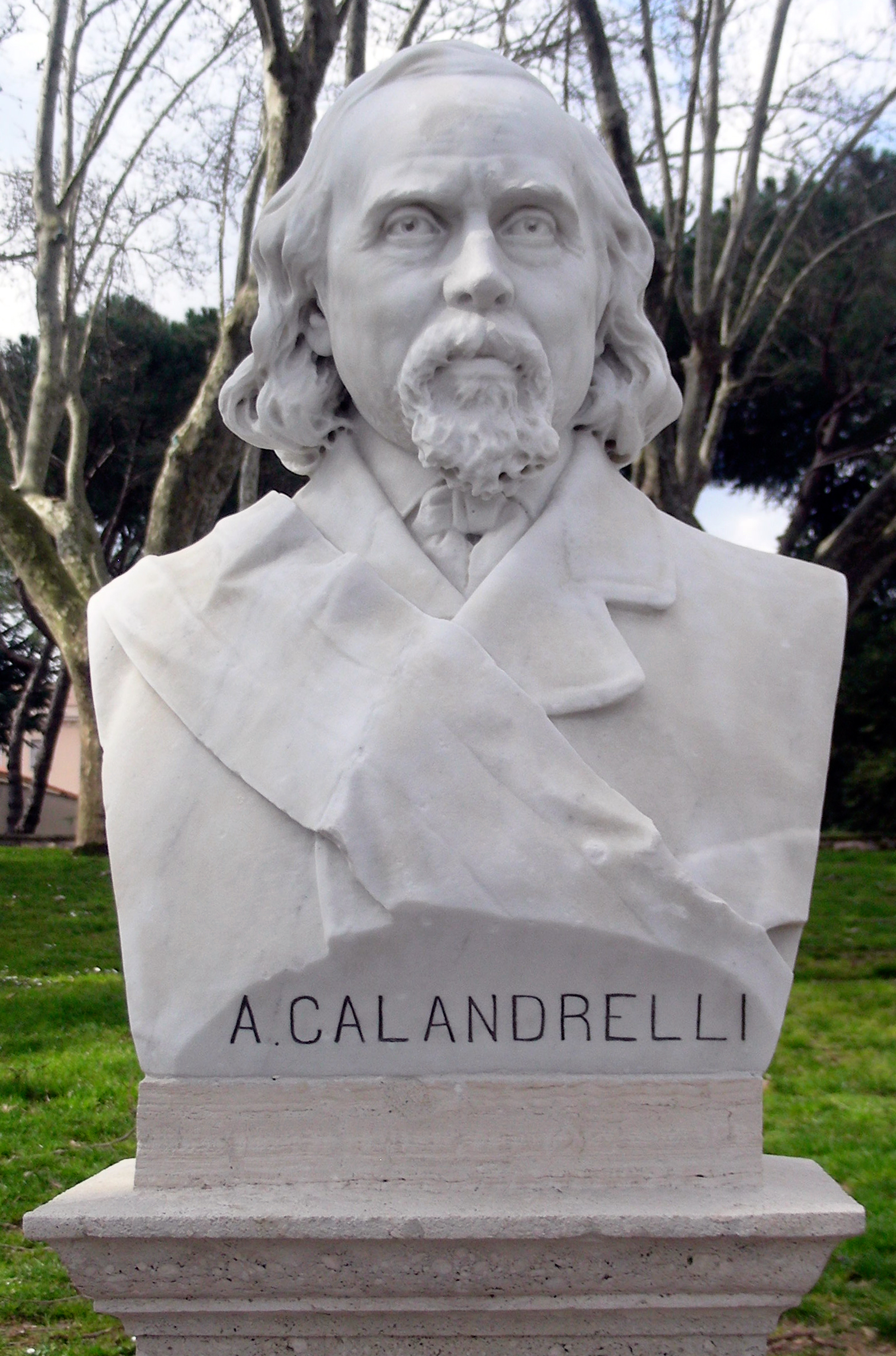

Nato da una famiglia di molitori, fin da giovanissimo dimostrò interesse nell'arte figurativa. Ebbe l'opportunità di formarsi sotto la guida di Vincenzo Ragusa, docente dell'Accademia di belle arti di Palermo, dove poi entrò come studente nel 1894. La profonda passione ed il carattere deciso lo portarono a lasciare definitivamente gli interessi di famiglia e la sua terra, per trasferirsi nel 1899 a Roma, dove allestì un laboratorio all'angolo tra via Orti di Napoli e via del Babuino.

## Opere
Fra le sue opere, si ricordano due monumenti ai caduti del 1922 per le città di Palombara Sabina e Capena. Nella capitale realizzò due cenotafi al cimitero del Verano, monumenti commemorativi per il Museo storico dei bersaglieri e per il Museo storico dei granatieri di Sardegna, un busto di Salvatore Greco dei Chiaramonte nella passeggiata del Pincio e uno di Alessandro Calandrelli alla passeggiata del Gianicolo.